# Rivian R2
Rivian R2 – elektryczny samochód osobowy typu SUV klasy średniej, który ma być produkowany pod amerykańską marką Rivian od 2026 roku.

## Historia i opis modelu
Ponad 4 lata po premierze linii dwóch pierwszych samochodów R1S i R1T, Rivian przedstawił w marcu 2024 swój kolejny, bardziej przystępny cenowo i pozycjonowany w gamie poniżej model R2. Średniej wielkości SUV w obszernym zakresie odtworzył cechy stylistyczne większego R1S, z foremnym nadwoziem zdobionym przez masywny zwis przedni oraz rozbudowane oświetlenie LED tworzone przez pas przedzielony dwoma pionowymi, owalnymi segmentami reflektorów. Obficie przeszklone nadwozie przyozdobiły m.in. rozbudowane plastikowe nakładki na progi i chowane klamki, a tylną część nadwozia przeszył szeroki, jednolicie poprowadzony pas świetlny. Za projekt odpowiadał szef stylistów Riviana, Jeff Hammoud.
Spójność z większym R1S zachowano także w projekcie kabiny pasażerskiej Riviana R2. Samochód zyskał minimalistyczny, surowy projekt z wyświetlaczem cyfrowych zegarów przed kierowcą oraz szerokim, dotykowym ekranem systemu multimedialnego umieszczonego centralnie. Dzięki wysoko poprowadzonemu tunelowi, przed którym pozostawiono pustą przestrzeń, wygospodarowano przestrzeń na dwa schowki: pośrodku i przed pasażerem.

### Sprzedaż
Rivian R2 powstał głównie z myślą o rodzimym rynku amerykańskim, gdzie początek jego sprzedaży został zaplanowany na 2 lata po marcowym debiucie z 2024 roku - nie wcześniej niż w 2026 roku, z ceną mającą wynieść 45 tysięcy dolarów za podstawowy wariant.

### Dane techniczne
Rivian R2 otrzymał w pełni elektryczny układ napędowy, którego w momencie premiery scharakteryzowano jedynie pobieżnie. Wskazano plany wprowadzenia do sprzedaży odmiany tylnonapędowej z jednym silnikiem lub AWD z dwoma lub trzema silnikami. Zasięg samochodu określono na ok. 480 kilometrów, a sprint od 0 do 100 km/h topowej odmiany miałby wynieść do 3 sekund.